# Caravanserai
Albums de Santana Band
Santana III
(1971) Welcome
(1973)
Album solo par Carlos Santana
Carlos Santana and Buddy Miles! Live!
(1972) Love, Devotion, Surrender
(1973)
Caravanserai (1972) est le 4e album studio du groupe rock latino Santana.

## Historique
L'album a été certifié disque de platine en 1972.
Il marque les débuts dans le groupe de James Mingo Lewis, Armando Peraza, Tom Rutley et Doug Rauch. Wendy Haas et Tom Coster ont aussi participé activement aux enregistrements.

## Titres de l’album
1. Eternal Caravan of Reincarnation (Rutley/Schon/Shrieve) – 4:28
2. Waves Within (Rauch/Rolie) – 3:54
3. Look Up (To See What's Coming Down) (Rauch/Rolie/Santana) – 3:00
4. Just in Time to See the Sun (Rolie/Santana/Shrive) – 2:18
5. Song of the Wind (Shrive/Santana/Schon) – 6:04
6. All the Love of the Universe (Santana/Schon) – 7:40
7. Future Primitive (Areas/Lewis) – 4:12
8. Stone Flower (Jobim) – 6:15
9. La Fuente del Ritmo (Lewis) – 4:34
10. Every Step of the Way (Shrieve) – 9:05

## Musiciens

### Santana
- Carlos Santana – guitare solo (2-4, 8, 9), Guitare rythmique (5, 6, 10), chant (4, 6, 8), percussions (1, 8)
- Neal Schon – guitare (1,3-6,8-10)
- Douglas Rodrigues : guitare (2)
- Tom Rutley - basse acoustique (1, 6, 8-10)
- Douglas Rauch - basse (2-6), guitare (2, 3)
- Gregg Rolie – orgue (2-6, 8, 10), piano électrique(6), piano acoustique, chant (4)
- Tom Coster - piano électrique - (9)
- Wendy Haas - piano (1, 8)
- Rico Reyes - chant (6)
- Hadley Caliman - intro saxophone (1), flûte (10)
- Lenny White - castagnettes (6)
- José Chepitó Areas – percussions, conga, timbales, bongos
- James Mingo Lewis – percussions, conga, bongos, chœurs (6)
- Armando Peraza - percussions, bongos, chœurs (6)
- Michael Shrieve – batterie, percussions
- Tom Harrell - arrangements orchestraux (10)

### Musiciens invités
- Hadley Caliman - saxophone intro (1)
- Tom Coster - piano électrique (9)
- Bob Fereira - saxophone (10), flute (10)
- Tom Harrell - arrangements orchestre (10), trompette (10)
- Wendy Haas – piano (1, 8)
- Mel Martin - saxophone (10)
- Rico Reyes - percussions, chœurs (6)
- Douglas Rodrigues - guitare (2)
- Jules Rowell - trombone (10)
- Lenny White - percussions (castagnettes) (6)